# Paracullia
Paracullia é um gênero de traça pertencente à família Arctiidae.